# 細川政誠
細川 政誠（ほそかわ まさしげ）は、室町時代中期の武士。
室町幕府8代将軍足利義政の御部屋衆。官職は伊豆守。近江源氏佐々木氏庶流の大原氏の出身であるが、義政の意向により淡路守護細川氏の養子となる形で足利氏一門に取り立てられた。
近年の研究により、肥後細川家の祖である細川藤孝（幽斎）は、従来の定説である和泉上守護細川氏ではなく、政誠の系統を継承したと考えられるようになった。

## 概要
当初寿文房という名の喝食であったが、足利義政が御部屋衆に取り立てた。
天文年間の申次衆の一人（本郷光泰か）が大舘常興からの伝聞等を交えて記した故実書『御対面次第』は、「佐々木大原息（政誠）」が「細川淡路守名字」を得て喝食から召され、後に「淡路治部少輔」と号したと記す。また「淡路伊豆殿」と呼ばれていたことも確認できる。このように足利将軍が近侍の者に足利一門の名字を与えて一門の列に加え家格を引き上げる措置を入名字（元の名字を本名字）という。
養父は不明である。同時代の淡路守護細川尚春（1519年没）の父成春（1485年没）が「治部少輔（じぶのしょう）」の官途に任じられているが、成春の父の従兄弟である細川親経が「伊豆守」を称しており、この親経の系統を政誠が継いだ可能性がある。なお、仮名とされる「彦四郎」は淡路守護家の人間が名乗ったもので、尚春の子も彦四郎といった。
文明14年（1472年）5月13日、幕府は大原政重が逃亡したことをもって政重の所領であった近江国大原荘を政誠の知行としている。
長享元年（1487年）の9代将軍足利義尚による六角征伐には、「東山殿様祗候人数」の一人として政誠が従軍していることが見える。
明応2年（1493年）の明応の政変で廃された10代将軍足利義材（義稙）に替わり、足利義澄が11代将軍に立てられる。翌3年（1494年）11月26日に六角高頼の所領であった近江国高島郡が幕府の料地となり、政誠はその代官となる。
明応5年（1496年）8月7日、所領のあった播磨国から上洛している。
永正5年（1508年）7月に前将軍義稙が将軍義澄を逐って復帰する。政誠は義政の後は義澄に仕えてきたが、『実隆公記』同年9月14日条によると、大徳寺にて出家を試みたものの果たせなかったといい、けっきょく翌6年（1509年）1月7日に出家した。出家は義稙の将軍復帰に伴うものと考えられる。
『尚通卿記』永正14年（1517年）12月28日条に「淡路伊豆入道」と見えるのを最後に活動が見えなくなる。将軍職を逐われた義澄の遺児義晴は大永元年（1521年）に上洛するまで播磨国に滞在していたが、同国に所領のあった政誠は義晴と何らかの関係があったとも考えられる。
法名は霊芳。

## 家族
明応2年（1493年）2月1日に近衛家を訪れている「弥五郎」は政誠の子とされ、文亀3年（1503年）には「治部少輔」、永正元年（1504年）には「伊豆守」を称している。永正年間に比定される「益田家文書」の細川治部少輔誠久と同一人物かは定かではない。
また、政誠と共に足利義稙へ出仕している「彦五郎」は細川高久に比定する見解があり、高久は政誠の子息ないしは近親者と考えられている。